# Balzar
Balzar, también conocida como San Jacinto de Balzar, es una ciudad ecuatoriana; cabecera del cantón homónimo, perteneciente a la provincia del Guayas. Se localiza al centro de la región litoral del Ecuador, asentada en una extensa llanura, en la orilla izquierda del río Daule, a una altitud de 35 m s. n. m. y con un clima tropical de sabana de 24,5 °C en promedio.
En el censo de 2022 tenía una población de 32.744 habitantes, lo que la convierte en la cuadragésima octava ciudad más poblada del país. Sus orígenes datan de la época colonial, pero es a mediados del siglo XIX, debido a su producción agrícola, cuando presenta un sostenido crecimiento demográfico hasta establecer un poblado urbano. Las actividades principales económicas de la ciudad son: la agricultura, la ganadería y el comercio.

## Historia
En el siglo XVIII, lo que hoy es Balzar pertenecía a un ciudadano español llamado Nicolás de Avilés y era ocupada por ocho a diez casuchas (1794), un plantío de caña de azúcar, propiedad de un señor apellido Troncozo, y por una fábrica de destilación de aguardiente del Señor Olvera. En sus alrededores se encontraban una poza, montes altos y espesos. Estos terrenos que pertenecían al ciudadano de origen español, Nicolás de Avilés, luego fueron vendidos a los Señores Armando Pareja, Bernardo Echever, Nicolás España, Mariano Olvera, Mariano Peña, y un Señor de apellido Jiménez. En 1802 fue construida la primera iglesia que tuvo la población, por un ciudadano alemán; y las campanas de esta que eran de buena calidad fueron donadas por Joanne Echever y la Señora Felicita de Vargas, fundida en Europa en el año 1801.
Según la Cámara Provincial Del Turismo del Guayas Balzar en la antigüedad era un patrocaserío pujante que se proyectaba hacia el futuro, asiento de unas cuantas familias de abolengo que habían llegado en busca de fortuna.
Como principal preocupación tenían las faenas agrícolas; los políticos de la denominación conservadora de ese entonces eran caballeros muy honrados de espíritu  progresista quienes con la cooperación del señor Domingo Caputti y don José Rendón se constituyen en los mentalizados de una grandiosa obra, la construcción del Cementerio General en el año 1893, en recuerdo de cuya obra se lee a la entrada del camposanto una placa de mármol que dice: "Piadosa la tierra de cuyo seno nacimos, cuida nuestras reliquias salvándonos de la profanación, asilo de paz existe a la devoción y a la plegaria de los que sobreviven".
Tomando como preámbulo este importante suceso, nos remontaremos al año 1796, en que Balzar era un recinto. Las familias, muchas de ellas de ascendencia española e italiana miraban transcurrir del tiempo sin mayores preocupaciones. De los datos tomados de algunos libros se cree que Balzar se erige a la categoría de parroquia en el mes de marzo de 1826, estos datos originales desaparecieron en el gran incendio del Municipio de Daule en el año de 1854.

## Clima
De acuerdo con la clasificación climática de Köppen, Balzar experimenta un clima de sabana típico (Aw), el cual se caracteriza por las temperaturas altas, la estación seca coincide con los meses más fríos y las lluvias con los más cálidos. Las estaciones del año no son sensibles en la zona ecuatorial, no obstante, su proximidad al océano Pacífico hace que las corrientes de Humboldt (fría) y de El Niño (cálida) marquen dos períodos climáticos bien diferenciados tiene exclusivamente dos estaciones: un pluvioso y cálido invierno, que va de diciembre a junio, y un "verano" seco y ligeramente más fresco, entre julio y noviembre. 
Su temperatura promedio anual es de 24,5 °C; siendo abril el mes más cálido, con un promedio de 25,1 °C, mientras julio es el mes más frío, con 23,8 °C en promedio. Es un clima isotérmico por sus constantes precipitaciones durante todo el año (amplitud térmica anual inferior a 2 °C entre el mes más frío y el más cálido), si bien la temperatura real no es extremadamente alta, la humedad hace que la sensación térmica se eleve hacia los 35 °C o más. En cuanto a la precipitación, goza de lluvias abundantes y regulares siempre superiores a 2100 mm por año; hay una diferencia de 375 mm de precipitación entre los meses más secos y los más húmedos; marzo (20 días) tiene los días más lluviosos por mes en promedio, mientras la menor cantidad de días lluviosos se mide en agosto (7 días). La humedad relativa también es constante, con un promedio anual de 81,1%. 
| Parámetros climáticos promedio de Balzar, Ecuador | Parámetros climáticos promedio de Balzar, Ecuador | Parámetros climáticos promedio de Balzar, Ecuador | Parámetros climáticos promedio de Balzar, Ecuador | Parámetros climáticos promedio de Balzar, Ecuador | Parámetros climáticos promedio de Balzar, Ecuador | Parámetros climáticos promedio de Balzar, Ecuador | Parámetros climáticos promedio de Balzar, Ecuador | Parámetros climáticos promedio de Balzar, Ecuador | Parámetros climáticos promedio de Balzar, Ecuador | Parámetros climáticos promedio de Balzar, Ecuador | Parámetros climáticos promedio de Balzar, Ecuador | Parámetros climáticos promedio de Balzar, Ecuador | Parámetros climáticos promedio de Balzar, Ecuador |
| Mes                                               | Ene.                                              | Feb.                                              | Mar.                                              | Abr.                                              | May.                                              | Jun.                                              | Jul.                                              | Ago.                                              | Sep.                                              | Oct.                                              | Nov.                                              | Dic.                                              | Anual                                             |
| ------------------------------------------------- | ------------------------------------------------- | ------------------------------------------------- | ------------------------------------------------- | ------------------------------------------------- | ------------------------------------------------- | ------------------------------------------------- | ------------------------------------------------- | ------------------------------------------------- | ------------------------------------------------- | ------------------------------------------------- | ------------------------------------------------- | ------------------------------------------------- | ------------------------------------------------- |
| Temp. máx. media (°C)                             | 27.7                                              | 27.8                                              | 28.4                                              | 28.4                                              | 27.8                                              | 27.1                                              | 27.2                                              | 28.1                                              | 28.4                                              | 28.3                                              | 28.8                                              | 28.8                                              | 28.1                                              |
| Temp. media (°C)                                  | 24.5                                              | 24.5                                              | 25.0                                              | 25.1                                              | 24.7                                              | 24.0                                              | 23.8                                              | 24.1                                              | 24.3                                              | 24.3                                              | 24.7                                              | 25.0                                              | 24.5                                              |
| Temp. mín. media (°C)                             | 22.5                                              | 22.6                                              | 22.8                                              | 23.0                                              | 22.7                                              | 21.8                                              | 21.3                                              | 21.2                                              | 21.3                                              | 21.5                                              | 21.8                                              | 22.5                                              | 22.1                                              |
| Precipitación total (mm)                          | 290                                               | 421                                               | 372                                               | 316                                               | 200                                               | 92                                                | 70                                                | 46                                                | 69                                                | 64                                                | 64                                                | 138                                               | 2142                                              |
| Días de precipitaciones (≥ 1.0 mm)                | 18                                                | 19                                                | 20                                                | 19                                                | 17                                                | 12                                                | 10                                                | 7                                                 | 9                                                 | 10                                                | 7                                                 | 13                                                | 161                                               |
| Horas de sol                                      | 155                                               | 151.2                                             | 173.6                                             | 159                                               | 127.1                                             | 96                                                | 89.9                                              | 96.1                                              | 93                                                | 96.1                                              | 114                                               | 139.5                                             | 1490.5                                            |
| Humedad relativa (%)                              | 86                                                | 88                                                | 86                                                | 86                                                | 85                                                | 83                                                | 81                                                | 77                                                | 75                                                | 75                                                | 74                                                | 77                                                | 81.1                                              |
| Fuente: Climate-data.org                          |                                                   |                                                   |                                                   |                                                   |                                                   |                                                   |                                                   |                                                   |                                                   |                                                   |                                                   |                                                   |                                                   |

## Política
Territorialmente, la ciudad de Balzar está organizada en una única parroquia urbana, que abarca el aérea total del Cantón Balzar. El término "parroquia" es usado en el Ecuador para referirse a territorios dentro de la división administrativa municipal.
La ciudad y el cantón Balzar, al igual que las demás localidades ecuatorianas, se rige por una municipalidad según lo previsto en la Constitución de la República. El Gobierno Autónomo Descentralizado Municipal de Balzar, es una entidad de gobierno seccional que administra el cantón de forma autónoma al gobierno central. La municipalidad está organizada por la separación de poderes de carácter ejecutivo representado por el alcalde, y otro de carácter legislativo conformado por los miembros del concejo cantonal.
La Municipalidad de Balzar, se rige principalmente sobre la base de lo estipulado en los artículos 253 y 264 de la Constitución Política de la República y en la Ley de Régimen Municipal en sus artículos 1 y 16, que establece la autonomía funcional, económica y administrativa de la Entidad.

### Alcaldía
El poder ejecutivo de la ciudad es desempeñado por un ciudadano con título de Alcalde del Cantón Balzar, el cual es elegido por sufragio directo en una sola vuelta electora, sin fórmulas o binomios en las elecciones municipales. El vicealcalde no es elegido de la misma manera, ya que una vez instalado el Concejo Cantonal se elegirá entre los ediles un encargado para aquel cargo. El alcalde y el vicealcalde duran cuatro años en sus funciones, y en el caso del alcalde, tiene la opción de reelección inmediata o sucesiva. El alcalde es el máximo representante de la municipalidad y tiene voto dirimente en el concejo cantonal, mientras que el vicealcalde realiza las funciones del alcalde de modo suplente mientras no pueda ejercer sus funciones el alcalde titular.
El alcalde cuenta con su propio gabinete de administración municipal mediante múltiples direcciones de nivel de asesoría, de apoyo y operativo. Los encargados de aquellas direcciones municipales son designados por el propio alcalde. Actualmente, el Alcalde de Balzar es Galo Meza, elegido para el periodo 2023 - 2027.

### Concejo cantonal
El poder legislativo de la ciudad es ejercido por el Concejo Cantonal de Balzar el cual es un pequeño parlamento unicameral que se constituye al igual que en los demás cantones mediante la disposición del artículo 253 de la Constitución Política Nacional. De acuerdo a lo establecido en la ley, la cantidad de miembros del concejo representa proporcionalmente a la población del cantón.
Balzar posee 7 concejales, los cuales son elegidos mediante sufragio (Sistema D'Hondt) y duran en sus funciones cuatro años pudiendo ser reelegidos indefinidamente. El alcalde y el vicealcalde presiden el concejo en sus sesiones. Al recién instalarse el concejo cantonal por primera vez los miembros eligen de entre ellos un designado para el cargo de vicealcalde de la ciudad.

## Transporte
El transporte público es el principal medio transporte de los habitantes de la ciudad, tiene un servicio de bus público interparroquial e intercantonal para el transporte a localidades cercanas. Buena parte de las calles de la ciudad están asfaltadas o adoquinadas, aunque algunas están desgastadas y el resto de calles son lastradas, principalmente en los barrios nuevos que se expanden en la periferia de la urbe.

#### Avenidas importantes
- Juan Montalvo
- Daule
- Rómulo Rendón
- Amazonas
- Guayaquil
- Vinces
- 9 de octubre
- Rocafuerte

## Educación
La ciudad cuenta con buena infraestructura para la educación. La educación pública en la ciudad, al igual que en el resto del país, es gratuita hasta la universidad (tercer nivel) de acuerdo a lo estipulado en el artículo 348 y ratificado en los artículos 356 y 357 de la Constitución Nacional. Varios de los centros educativos de la ciudad cuentan con un gran prestigio. La ciudad está dentro del régimen Costa por lo que sus clases inician los primeros días de abril y luego de 200 días de clases se terminan en el mes de febrero. La infraestructura educacional presentan anualmente problemas debido a sus inicios de clases justo después del invierno, ya que las lluvias por lo general destruyen varias partes de los plantes educativos en parte debido a la mala calidad de materiales de construcción, especialmente a nivel marginal.

## Economía
Balzar es una ciudad de amplia actividad comercial. Alberga grandes organismos financieros y comerciales de la zona. Su economía se basa en el comercio, la ganadería y la agricultura. El principal producto agrícola de Balzar es el maíz, también produce arroz, entre otros productos agrícolas. La producción de maíz en el cantón es la principal fuente de ingresos económicos de los balzareños, podemos encontrar a lo largo de todo el territorio de este cantón grandes plantaciones de esta gramínea, la misma que tiene un período de cosecha de tres meses. La principal actividad económica que se realiza en el cantón es la agricultura, teniendo como productos estrellas el maíz y el arroz. Con un mayor porcentaje de la producción del maíz lo cual se lo posesiona como el producto base en la economía agrícola de Balzar. Por poseer el cantón una tierra fértil, también se siembra árboles tales como el guayacán, la caoba, el palo de balsa y el palo de vaca, lo que permite desarrollar su explotación comercial. La dependencia en la agricultura y ganadería para las familias repercute directamente en la economía familiar, y de ahí su importancia.

## Turismo
Unos de los lugares turísticos es el Malecón Mirador del Tamarindo, este cuenta con espacios recreativos y un bar para la atención del público;
- La Cascada del Salto”: Ubicado en la ribera derecha del río Balzar con un entorno paisajístico maravilloso.
- Alejandro Briones”: Tiene en su infraestructura: dos piscinas, baños, duchas, estacionamiento, bar y restaurante de comidas típicas.
- Patricia Pilar cuenta con: cuatro piscinas, cabañas, hotel, jacuzzi, toboganes, restaurante, juegos y canchas deportivas.

Además, las cascadas de “Piedra Blanca”, son otro gran ejemplo de turismo, ubicadas a pocos kilómetros, camino a Chillanes. Se trata de hermosas caídas de agua, donde suelen desarrollarse actividades de riesgo, tales como: rapel y parapente. Así mismo, las especies de fauna más destacadas de este cantón son: los zorrillos, tigrillos, osos hormigueros, venados, conejos y las ardillas; con un poco de suerte, también se pueden ver tucanes, pájaros carpinteros y otras aves exóticas.
La Reserva Ecológica Manglares Churute, es una de las áreas protegidas por el Estado. Su nombre se debe a la cordillera Churute y posee una extensión territorial de 49383 hectáreas, que pertenecen a varios cerros, entre ellos: el cerro Cimalon, Mate y el Diablo. Cuenta además con un clima seco tropical y una variedad de diversas especies vegetales y animales, también en esta zona abundan los manglares, los robles, el ébano, las orquídeas y las bromelias.
Por consiguiente, la diversidad de hoteles con distintas infraestructuras y precios están a disposición de los turistas que visiten el cantón, entre los más destacados tenemos:
- Rizz Hotel
- La finca Maeva
- Hotel Ensueño
- Hotel del Malecón

Como parte del turismo cultural tenemos a La Iglesia de San Jacinto, ubicada en la cabecera cantonal frente al parque Central que se destaca por su estilo historicista. Considerada como una casa de oración y meditación que se encuentra abierta al público desde las 7 de la mañana hasta las 10 de la mañana y para las misas vespertinas a las 6 de la tarde hasta las 7 de la noche.
Las Playas de Agua Dulce , es un lugar concurrido desde el mes de mayo hasta diciembre, donde sus visitantes y turistas nacionales disfrutan de este sitio para refrescarse y disfrutar del verano con sus distintas actividades gastronómicas y culturales.
Por último, el taller más conocido  del sr. Félix Palacios donde se podrá adquirir barcos de madera de balsa armados en el interior de botellas, característico del cantón que se encuentra ubicado frente al colegio 26 de septiembre.

## Festividades
En Balzar podemos encontrar las siguientes festividades:
- Exposición Nacional de Ganadería de Mayo En el Recinto Ferial de Balzar, de la Asociación de Ganaderos del Litoral (calle Guayas G1).
- Fiesta Patronal de Balzar 16 de agosto  Que se lleva a cabo en la calle 26 de Septiembre frente al parque Central; el 16 de agosto se realizan procesiones por la mañana y la noche luego una velada artística, quema de castillos y baile de integración popular.
- El Rodeo Montubio | 12 de octubre y 16 de agosto:

Es un evento que se realiza en las diversas haciendas organizadoras dos veces por año. Para el día de la Raza (12 de octubre) y Fiestas Patronales (16 de agosto). Complementada con actividades como la elección de la Criolla Bonita, elección del Mejor Jinete, maniobras con soga y exposición de Ganado.

## Gastronomía
Balzar tiene gran variedad de alimentos de los cuales se preparan gran variedad de platos. Entre la comida típica del cantón encontramos los Bollos hechos en hoja de plátano, seco de pato, seco de gallina criolla, caldo de gallina criolla, y la deliciosa chucula que es la comida estrella de Balzar. 
- La chucula:

Es una colada de maduro con leche, queso y especies de consistencia y color uniformes. 
- El plátano maduro:

Tiene gran variedad de propiedades, es una fuente de carbohidratos, es una gran fuente de vitamina y minerales, este producto reduce la fatiga y el cansancio. 
- Los bollos de plátano verde:

Estos bollos son rellenos con pescado o camarón, constituyen otras de las delicias representativas en Balzar; se los puede saborear en las calles Daule y Ayacucho (avenida principal), donde también encontrará otros platos típicos preparados con aves, cerdo o res.

## Biodiversidad
- Fauna:

Están habitados por tigrillos, saínos, guantas, venados, jaguares, osos hormigueros, monos aulladores, monos carablanca (micos) y monos cabeza de mate. Es el albergue de muchos animales, como las mariposas morfo y lagartijas, posee 54 especies de mamíferos. Además, es muy conocido por su diversidad de aves, 213 especies, que incluyen 30 tipos de aves rapaces como el gavilán, halcón, entre otros.

## Medios de comunicación
La ciudad posee una red de comunicación en continuo desarrollo y modernización. En la ciudad se dispone de varios medios de comunicación como prensa escrita, radio, televisión, telefonía, Internet y mensajería postal. En algunas comunidades rurales existen telefonía e Internet satelitales.
- Telefonía: Si bien la telefonía fija se mantiene aún con un crecimiento periódico, esta ha sido desplazada muy notablemente por la telefonía celular, tanto por la enorme cobertura que ofrece y la fácil accesibilidad. Existen 3 operadoras de telefonía fija, CNT (pública), TVCABLE y Claro (privadas) y cuatro operadoras de telefonía celular, Movistar, Claro y Tuenti (privadas) y CNT (pública).

- Radio: En la localidad existe una gran cantidad de sistemas radiales de transmisión nacional y local, e incluso de provincias y cantones vecinos.

- Medios televisivos: La mayoría de canales son nacionales, aunque se ha incluido canales locales recientemente. El apagón analógico se estableció para el 31 de diciembre de 2023.[7]

## Deporte
La Liga Deportiva Cantonal de Balzar  es el organismo rector del deporte en todo el cantón Balzar y por ende en la urbe se ejerce su autoridad de control. El deporte más popular en la ciudad, al igual que en todo el país, es el fútbol, siendo el deporte con mayor convocatoria. Su club más representativo es el Balzar City Fútbol Club, el único club profesional del cantón activo en la Asociación de Fútbol del Guayas, que actualmente participa la Segunda Categoría del Guayas. Además de su club símbolo, sus habitantes son aficionados, en su mayoría, de los clubes guayaquileños: Barcelona Sporting Club y Club Sport Emelec.
El principal recinto deportivo para la práctica del fútbol es el Estadio Julio Cabrera Palacios, ubicado en la Avenida Juan Montalvo y Manuela Cañizares, con una capacidad aproximada de 1 500 espectadores, contando únicamente con dos tribunas. Los equipos que juegan de local son el Balzar City, la selección de fútbol de Balzar, y clubes formativos del cantón.